# Ærfjall
Ærfjall är ett berg i republiken Island. Det ligger i regionen Austurland, 260 km öster om huvudstaden Reykjavík. Toppen på Ærfjall är 371 meter över havet.
Trakten runt Ærfjall är nära nog obefolkad, med mindre än två invånare per kvadratkilometer. Det finns inga samhällen i närheten. Trakten runt Ærfjall består i huvudsak av gräsmarker.